# Half Nelson (2006)
Half Nelson is een Amerikaanse dramafilm uit 2006 onder regie van Ryan Fleck, die het verhaal zelf schreef samen met Anna Boden. De productie won 22 filmprijzen. Hoofdrolspeler Ryan Gosling werd genomineerd voor onder meer een Oscar.
Half Nelson ging in 2007 in première in België en Nederland (op het Film by the Sea-festival).

## Verhaal
Dan Dunne (Gosling) staat als leraar voor een klas dertienjarigen met wie hij een goede band heeft. Hij is fanatiek in zijn vak en wil zijn kennis graag overbrengen op zijn leerlingen, liefst op manieren die verder reiken dan het aangeboden lespakket. In zijn privéleven heeft hij het minder goed voor elkaar. Hij is alleen sinds zijn ex-vriendin Rachel (Tina Holmes) hem verliet, woont in een povere woning en besteedt zijn geld voornamelijk aan crack.
Drey (Shareeka Epps) is een van Dunnes leerlingen. Het meisje leeft alleen met haar moeder, die bijna nooit thuis is vanwege haar werk, waarmee ze in haar eentje de kost verdient. Dreys oudere broer Mike (Collins Pennie) zit in de gevangenis. Hij is opgepakt terwijl hij drugs bezorgde voor Frank (Anthony Mackie), over wie hij met geen woord gesproken heeft met de politie. Drey gaat regelmatig om met Frank en haar moeder Karen (Karen Chilton) maakt zich, terecht, zorgen dat hij haar op het verkeerde pad wil brengen.
Na een basketballes die Dunne zijn leerlingen heeft gegeven, wacht hij buiten de kleedkamer tot deze helemaal leeg is. Wanneer hij ervan overtuigd is dat iedereen weg is, gaat hij naar binnen om daar in het geheim een dosis crack te gebruiken. Drey keert niettemin terug en betrapt hem, per ongeluk. Vanaf dat moment raken de twee steeds beter bevriend. Maar terwijl Dunne probeert Drey uit het drugsmilieu te houden, wordt zijn eigen verslaving steeds zwaarder.

## Rolverdeling
- Tyra Kwao-Vovo - Stacy
- Nathan Corbett - Terrance
- Stephanie Bast - Vanessa
- Eleanor Hutchins - Simone
- Sebastian Sozzi - Javier
- Starla Benford - Principal Henderson
- Jeff Lima - Roodly
- Denis O'Hare - Jimbo

## Prijzen
- Boston Society of Film Critics Awards - beste nieuwe filmmaker (Fleck), beste vrouwelijke bijrol (Epps)
- Casting Society of America - beste casting independant film (Eyde Belasco)
- Dallas-Fort Worth Film Critics Association Awards - Russell Smith Award (Fleck)
- Deauville Film Festival - juryprijs (Fleck), openbaringsprijs (Fleck)
- Gotham Awards - beste film, doorbraak (Epps), doorbraak regisseur (Fleck)
- Independent Spirit Awards - beste mannelijke hoofdrol (Gosling), beste vrouwelijke hoofdrol (Epps)
- Las Palmas Film Festival - beste acteur (Gosling), SIGNIS Award (Fleck)
- Locarno International Film Festival - juryprijs (Fleck + productieteam), kinderjury speciale aantekening (Fleck)
- Nantucket Film Festival - schrijvers prijs (Fleck, Boden)
- National Board of Review - mannelijke doorbraak (Gosling)
- New York Film Critics Circle Awards - beste debuutfilm (Fleck)
- Philadelphia Film Festival - beste regisseur (Fleck)
- San Francisco International Film Festival - beste film
- Seattle International Film Festival - beste acteur (Gosling)
- Stockholm Film Festival - beste acteur (Gosling)

## Trivia
- Half Nelson is de uitgewerkte versie van regisseur Flecks negentien minuten durende korte film Gowanus, Brooklyn (2004).
- De filmtitel slaat op een houdgreep bij het worstelen, de halve Nelson.